# Cellula Vero
Le cellule Vero sono una linea cellulare utilizzata nelle colture cellulari.
La linea Vero fu isolata da cellule epiteliali renali estratte dal cercopiteco grigioverde (Chlorocebus sp.; precedentemente chiamato Cercopithecus aethiops), sviluppata il 27 marzo 1962 da Yasumura e Kawakita all'Università di Chiba, in Giappone.
La linea cellulare fu chiamata "Vero" dalle parole verda reno, che significano "rene verde" in esperanto, mentre al contempo vero significa "verità" in esperanto.